# Romsdalsfjord
El fiordo Romsdalsfjord o fiordo Romsdal (en noruego: Romsdalsfjorden) es el noveno fiordo más largo de Noruega. Tiene 88 kilómetros de longitud y está situado en el distrito de Romsdal, en el condado de Møre og Romsdal. Atraviesa los municipios de Molde, Ålesund, Vestnes y Rauma. El punto más profundo del fiordo está justo al suroeste de la ciudad de Molde, donde tiene 550 metros de profundidad. El fiordo Romsdalsfjord es un fiordo umbral, ya que está separado del océano por una zona menos profunda de 180 metros en la boca. Varias islas y escolleras también protegen el amplio fiordo central del Atlántico
Generalmente se considera que la entrada occidental del fiordo está entre la isla de Dryna (en el municipio de Molde) y el pueblo de Brattvåg (en el municipio de Ålesund). Una segunda entrada está al norte, a través del estrecho de Julsundet, limitada por la isla de Otrøya al oeste y el municipio de Molde al este.
El fiordo se ramifica hacia el menor Tresfjorden y  el Tomrefjorden al sur, mientras que el cuerpo principal continúa en dirección este-oeste. El fiordo luego se bifurca en tres ramas principales: Moldefjorden (que desemboca en el Fannefjord ) pasa por la ciudad de Molde al norte del archipiélago de Molde; Langfjorden, el brazo más largo del fiordo, con sus ramas Karlsøyfjorden, Rødvenfjorden y el pintoresco Eresfjorden, en el medio; y finalmente el brazo sur más allá de la ciudad de Åndalsnes, terminando en Isfjorden.
Desde el este de Noruega, se puede llegar al fiordo a través de Gudbrandsdalen en Lesja, bajando por el valle de Romsdal hasta Åndalsnes. Este es también el término de la Línea Rauma.
Veøya — la isla sagrada — se encuentra en un cruce entre las tres ramas principales del fiordo. Esta isla fue el principal centro comercial medieval entre Trondheim y Bergen. La iglesia medieval de San Pedro ( antigua iglesia de Veøy ), de finales del siglo XII, es ahora un museo, pero todavía alberga servicios ocasionales.
Wolf Larsen, el personaje principal de la novela de Jack London 'The Sea-Wolf ' afirma que nació en las cercanías de Romsdalsfjord.
Los principales flujos de agua dulce son el río Rauma y el río Eira. A diferencia de otros fiordos, Romsdalsfjord tiene varias islas: El archipiélago de Molde, Otrøya, Midøya, Sekken y Veøya. La salinidad es ligeramente inferior en la superficie, justo por debajo del 3%. Las observaciones realizadas en torno a 1930 mostraban una salinidad cercana al 3,5% y temperaturas estables ligeramente superiores a los 7 °C en las partes profundas. El agua pesada y rica en oxígeno procedente del Atlántico suele fluir sobre el umbral en abril-junio y se hunde en la parte más profunda, donde se desplaza el agua vieja. A lo largo del fiordo hay ejemplos de valles colgantes, por ejemplo Sjølbotn en Innfjorden. El rebote postglacial ha levantado la tierra alrededor del fiordo Romsdalsfjord hasta 100 m, dejando los anteriores depósitos submarinos de grava y arcilla como amplias terrazas, por ejemplo, en las bocas de los valles alrededor de Åndalsnes, Veblungsnes, Innfjorden e Isfjorden.

## Transporte
El fiordo Romsdalsfjord era un importante corredor de transporte antes de que se completara en 1946 la autopista que hoy es la ruta europea E136 entre Åndalsnes y Ålesund. La ciudad de Molde está conectada con la orilla sur por medio de grandes transbordadores hasta el muelle de Vestnes; se trata de la quinta travesía de transbordadores más concurrida de Noruega; varios buques realizan viajes a través del fiordo de 11 kilómetros de ancho. El transbordador de coches Sølsnes-Åfarnes funciona desde 1931. No hay puentes que crucen el fiordo principal, excepto el más corto de Bolsøy (hacia la isla de Bolsøy) y el de Tresfjord, que cruza el pequeño brazo de Tresfjord. El túnel de Fannefjord conecta Molde con la isla de Bolsøya. Hasta 1946, Åndalsnes y la terminal de la línea de Rauma estaban conectadas con Molde y Ålesund por barco.
Los primeros cruceros que transportaban turistas llegaron a Veblungsnes en 1880. La industria del turismo floreció cuando la Línea Rauma comenzó a operar en 1924 y la carretera Trollstigen se inauguró en 1936.
Tras la invasión alemana de Noruega el 9 de abril de 1940, el Romsdalsfjorden no fue controlado inicialmente por las fuerzas alemanas. Las fuerzas británicas llegaron a lo largo del Romsdalsfjord y desembarcaron en Åndalsnes, para luego retirarse a lo largo del fiordo dos semanas después durante los intensos combates.